# Militem
Militem è un marchio italiano che produce automobili del segmento di lusso. È stata fondata nel 2017 da Hermes Cavarzan MILITEM sviluppa i suoi modelli in edizione limitata basati su veicoli americani standard come Jeep Wrangler, Jeep Renegade, Jeep Gladiator e Ram 1500.
La gamma comprende Militem HERO, Militem FERŌX, Militem MAGNUM e le loro varianti.

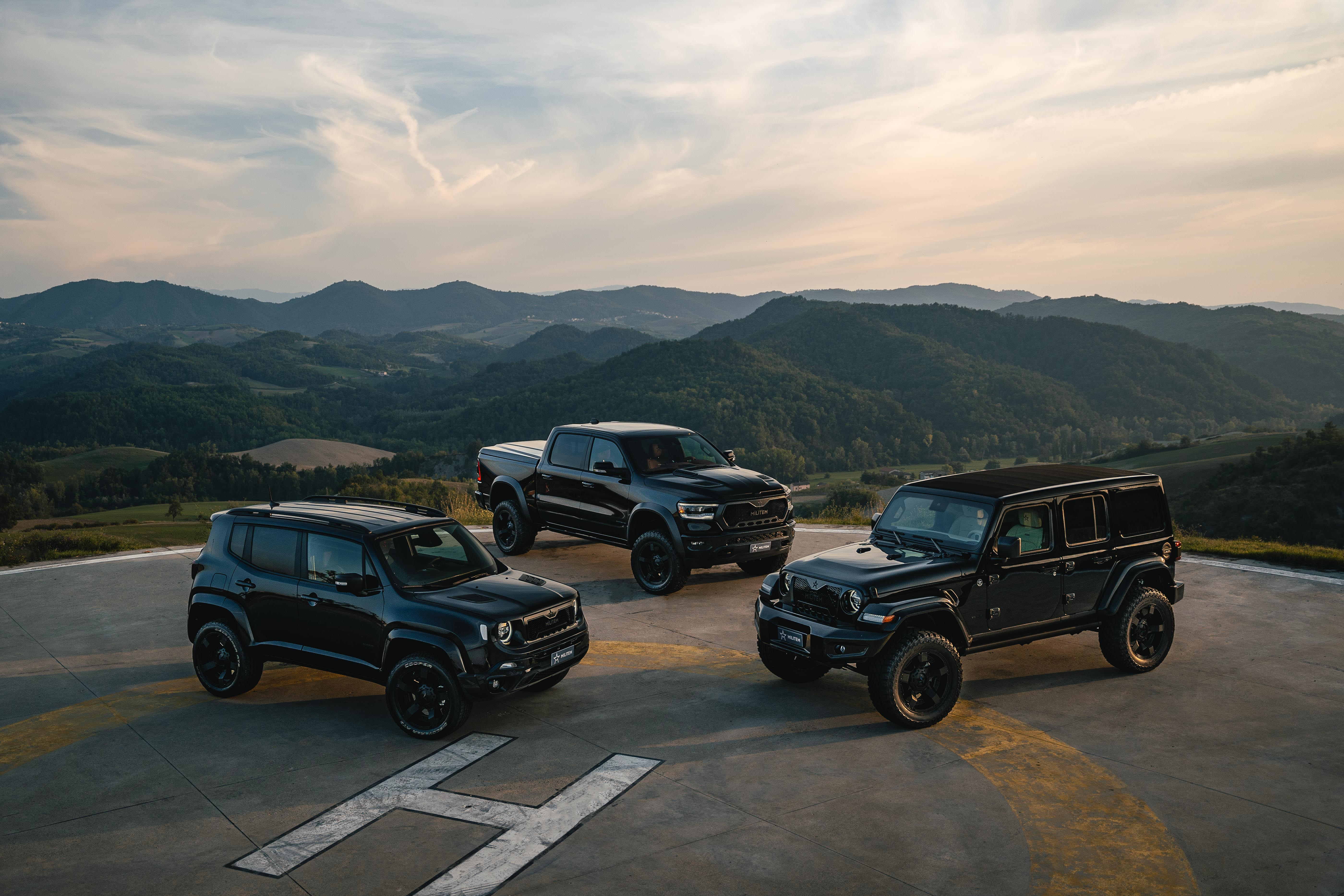
Gamma di modelli Militem - 2021.

## Concetto
Lo studio e il dettaglio del design, insieme allo sviluppo delle soluzioni tecniche, sono gestiti dall'ufficio tecnico interno e dai progettisti Militem.
Militem ha reso noti i seguenti parametri per la realizzazione di ogni modello: oltre 30 m² di pelle naturale lavorata a mano, 1000 metri di filo per cuciture a contrasto e ricami, oltre 200 ore di lavoro per aggiornamenti tecnici ed estetici e 1.500 ore di prototipazione prima della produzione. Il primo showroom con l'identità aziendale Militem si trova a Monza, in Italia.

## Modelli

### Militem serie J e Militem RAM 1500 RX (2017–2018)
I primi modelli ad entrare a far parte della gamma Militem nel novembre 2017 sono stati la serie J basata su Wrangler a 2 e 4 porte, con telaio a scaletta, trazione integrale e motori a benzina V6 da 3,6 litri da 284 CV o turbodiesel 2.8 CRD 16V motori che producono 200 CV.

### Militem Hero (2019)
MILITEM HERO, sviluppato sulla base della Jeep Renegade LIMITED e TRAILHAWK, è stato lanciato nel 2019. In MILITEM Hero i paraurti sono stati ridotti di dimensioni per favorire le dimensioni off-road. I passaruota aumentano di dimensioni, e i cerchi in lega, sono da 20 pollici. MILITEM Hero offre la trazione integrale 4×4.

### Militem Ferōx (2019)
Nello stesso periodo, al Top Marques di Monaco, viene presentato il MILITEM FERŌX, basato sulla Wrangler JL 4 porte, con motore 2.0 litri benzina, Turbo da 272 CV per 400 Nm di coppia e V6 3.6 lt. con 285 CV e 260 Nm di coppia, entrambi con cambio automatico a 8 rapporti.

### Militem Magnum (2019)
Nell’ottobre 2019 la gamma è stata completata con il lancio del modello MILITEM MAGNUM, che ha la griglia in fibra di carbonio total black, i parafanghi Extra Tyre Coverage e i cerchi in lega MILITEM Black Edition da 20 pollici che rappresentano le principali differenze rispetto al modello standard. Nel 2022, MILITEM ha introdotto Magnum Adventure.

### Militem Ferōx 500 (2022)

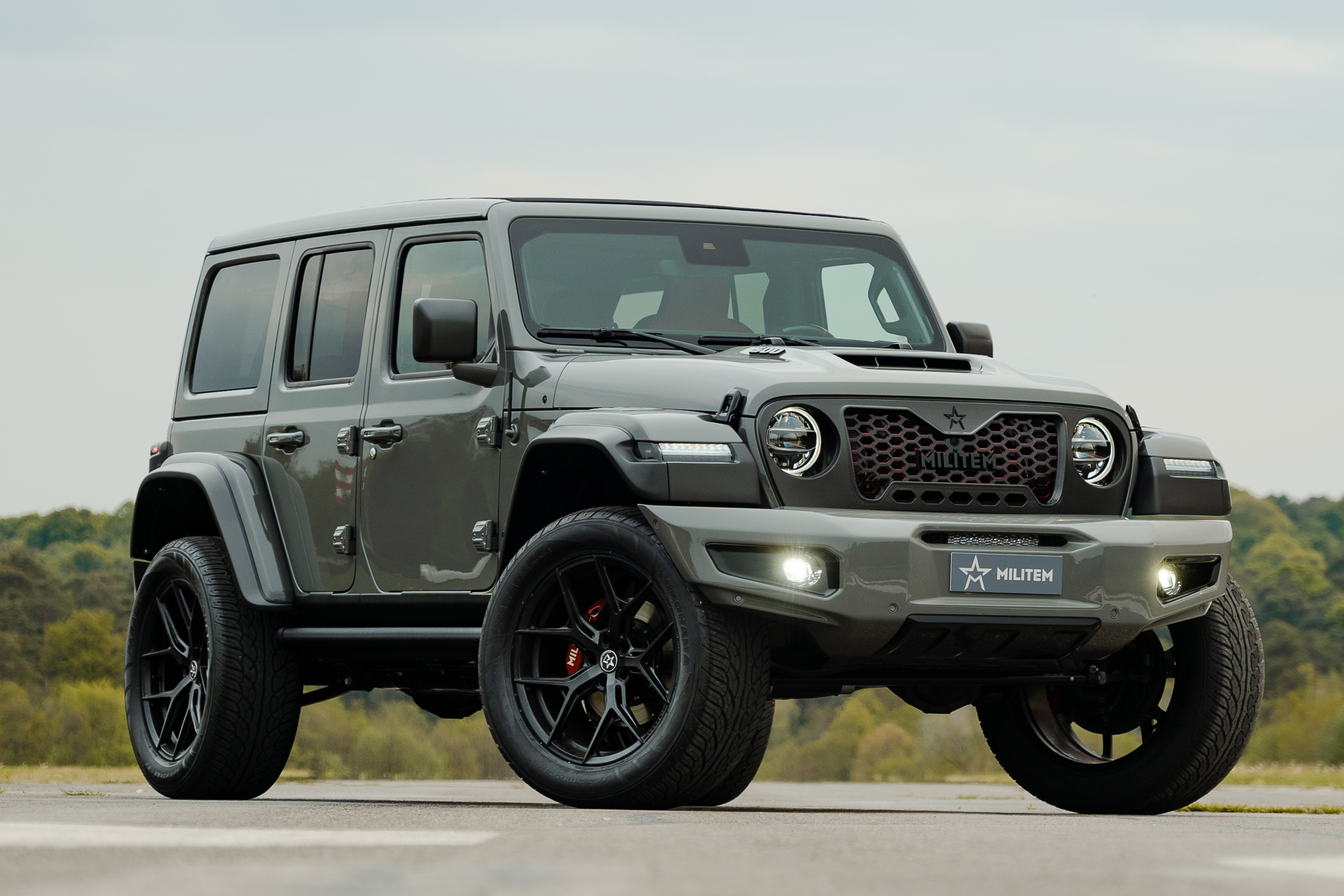
Militem Ferōx 500 - modello di lusso basato su Jeep Wrangler Rubicon.

A maggio 2022 è stato presentato a Düsseldorf il MILITEM FERŌX 500 con motore V8, derivato dal modello Wrangler Rubicon 392. Il MILITEM FERŌX 500 ha introdotto diverse nuove caratteristiche, tra cui la rimozione della ruota di scorta del portellone posteriore e la garanzia di una migliore visibilità dal lunotto.

### Militem Ferōx-E (2023)
Nel 2023 è stato introdotto il MILITEM FERŌX-E, il primo modello PHEV del marchio. Basato sulla Jeep Wrangler 4xe, il Ferōx-E offre una potenza complessiva di 380 CV, un’autonomia elettrica di circa 50 km e la capacità di combinare prestazioni fuoristrada con un’impronta ecologica ridotta. Il design è stato ulteriormente raffinato rispetto al modello base, con dettagli unici che comprendono interni artigianali in pelle e Alcantara e modifiche estetiche agli esterni. È equipaggiato con cerchi in lega da 22 pollici e pneumatici All-Terrain.

### Militem Magnum 700 (2024)
Il MILITEM MAGNUM 700, presentato nel 2024, è una versione potenziata del RAM 1500 TRX®. È dotato di un motore V8 Supercharged HEMI® da 6,2 litri, che eroga 702 CV e 881 Nm di coppia, con un'accelerazione da 0 a 100 km/h in circa 4 secondi. Il modello è stato sviluppato per unire elevate prestazioni a una maggiore attenzione al comfort e al design.
Le caratteristiche principali includono sospensioni rinforzate, pneumatici All-Terrain e interni personalizzati in materiali pregiati come pelle e Alcantara. Gli esterni presentano modifiche estetiche, tra cui paraurti e griglie dedicate.